# Keuruun Pallo Hockey Team
Le Keuruun Pallo Hockey Team ou KeuPa HT est un club de hockey sur glace de Keuruu en Finlande. Il évolue en Mestis, le deuxième échelon finlandais.

## Historique
Le club est créé en 1995, il remporte la Suomi-sarja

## Palmarès
- Champion de la Mestis : 2018
- Champion de la Suomi-sarja : 2014[1]